# Institut Charles-Sadron
Pour les articles homonymes, voir ICS.
L'Institut Charles-Sadron (ICS) est une unité propre de recherche du CNRS (UPR22), associé à l’université de Strasbourg, qui a été créé en 1954 pour développer une recherche fondamentale dans le domaine des polymères.

## Histoire
En 1947, à l'initiative du professeur Charles Sadron (1902-1993), le CNRS crée tout d'abord le Centre d'étude de physique macromoléculaire (CEPM). À l'époque, ce centre pluridisciplinaire, réunissant des physiciens, des chimistes et des biologistes, se lance dans la recherche en science macromoléculaire.
En 1954, issue du CEPM, le Centre de recherche sur les macromolécules (CRM) voit le jour et constitue la première unité de recherche propre du CNRS installée en province. Charles Sadron en est le directeur jusqu'à son départ pour Orléans en 1967 où il crée le CBM (Centre de Biophysique Moléculaire). Le professeur Henri Benoît devient alors directeur du CRM jusqu'en 1978.
Dans les années 1970, après le départ des biologistes, le CRM développe deux grands axes de recherche : l'étude de l'état solide des macromolécules et l'étude de leur structure et comportement en solution, articulés autour d'équipes de chimistes des polymères. Ce dernier axe s'est trouvé renforcé par le développement de la diffusion de la lumière au laboratoire et la diffusion des neutrons à l'Institut Laue-Langevin de Grenoble ainsi que par une collaboration très étroite avec le collège de France (Pierre-Gilles de Gennes) et le Laboratoire Léon Brillouin du CEN-Saclay.
En 1985, lors de l'intégration des laboratoires de recherche de l'École d'application des hauts polymères (EAHP), le CRM donne naissance à l'Institut Charles-Sadron (ICS).
Implanté sur le campus de Cronenbourg (Strasbourg, France) depuis 2008, l'institut s'appuie sur les compétences scientifiques et techniques réunies dans le Pôle matériaux et nanosciences Alsace, et au sein du Centre international de recherche aux frontières de la chimie.
Les directeurs successifs de l'institut ont été C. Sadron, H. Benoit, C. Wippler, G. Weill, G. Maret, J.C. Wittmann, J.F. Legrand, J.-M. Guenet, C. Gauthier, le directeur actuel étant D. Grande .

## Recherche
L'Institut Charles-Sadron (ICS) est une unité pluridisciplinaire, à l'interface de la chimie et de la physique des matériaux, qui est composée d'environ :
- 54 chercheurs et enseignants-chercheurs ;
- 44 ingénieurs, techniciens et personnels administratifs ;
- 70 doctorants, post-doctorants, chercheurs associés et stagiaires

dont les domaines de recherche concernent : la chimie des polymères, l'ingénierie supramoléculaire, la physicochimie des matériaux et la physique de la matière molle.
L'activité de recherche de l'institut Charles Sadron se développe selon trois axes qui concernent les polyélectrolytes, les polymères aux interfaces et les systèmes auto-assemblés.
- Les polyélectrolytes

Ce sont des polymères ioniques naturels ou synthétiques, solubles dans l'eau et qui sont largement utilisés en pharmacie, en biologie, dans la cosmétique, dans le domaine de l'agroalimentaire, le traitement des eaux ou encore l'exploitation pétrolière. Dans la plupart des applications, les polyélectrolytes sont en présence de divers composés de charge opposée ou identique et la complexité introduite dans ces mélanges nécessite des études théoriques et expérimentales sur des systèmes modèles, qu'il s'agisse de complexes de polyélectrolytes en solution ou de multicouches alternées de polyanions ou polycations (auto-assemblage couche par couche),.
Équipes : Ingénierie macromoléculaire aux interface, Multicouches de polyélectrolytes, Polymères et systèmes mixtes.
- Les polymères aux interfaces

Dans de nombreuses situations de chimie ou de physique des surfaces, on retrouve des chaînes polymères greffées, adsorbées ou confinées dans un film très mince. La conformation et la dynamique des macromolécules en surface ou au voisinage d'une surface présentent des différences notables avec celles qui sont observées en volume. Il en résulte des propriétés physico-chimiques, mécaniques ou de structuration qui sont encore mal comprises et qui rendent nécessaires des études théoriques et de simulation numérique des polymères aux interfaces, en complément des investigations expérimentales qui sondent les propriétés de surface.
Équipes : Mécanique Physique des Polymères solides, Physique et Biophysique des Macromolécules aux Interfaces, Chimie Macromoléculaire de Précision.
- Les systèmes auto-assemblés

Ils sont fondés sur les phénomènes d'organisation moléculaire qui sont le résultat de l'association et de la structuration réversible et spontanée d'espèces moléculaires et macromoléculaires en entités de complexité supérieure. Le fonctionnement du monde vivant est construit autour de ces principes de base de la chimie supramoléculaire et les systèmes biologiques, bien que particulièrement complexes, constituent une source importante d'inspiration pour le développement de nouveaux auto-assemblages. Cette approche nécessite une convergence d'efforts en synthèse organique et en études physico-chimiques pour dégager un cadre de compréhension thermodynamique et cinétique de la matière fonctionnelle auto-assemblée et auto-organisée.
Équipes : Synthèse et Auto-assemblages Moléculaires et supramoléculaires, Membranes et Microforces, Systèmes organisés Fluorés à Finalité thérapeutique, Systèmes Complexes Moléculaires et Macromoléculaires Organisés.
- Un quatrième axe de recherche transverse est consacré à l'étude théorique et à la simulation des polymères.

Équipe : Théorie et Simulation des Polymères.

## Prix scientifiques
Plusieurs chercheurs de l'Institut Charles Sadron ont été récompensés par des prix scientifiques nationaux ou internationaux ou ont été lauréats pour l'attribution de fonds européens.
Bernard Lotz a obtenu le prix du Groupe français d'études et d'applications des polymères (GFP) en 1973 pour ses travaux sur la structure de la soie (partagé avec André Brack du CBM Orléans, ancien du CRM).
Henri Benoît et André Kovacs ont reçu le prix de physique des polymères (Physics polymer Prize) de la société américaine de physique en 1978 et 1986 respectivement.
En 1990, Jean-Michel Guenet reçoit la médaille Dillon de cette même société scientifique, pour ses travaux de recherche sur la conformation de chaînes polymère dans des polymères semi-cristallins et sa contribution à la compréhension de la nature de l'état de gel.
Gero Decher a reçu le grand prix Emilia Valori 2009 attribué par l'Académie des sciences ainsi que le prix Rhodia 2010, pour ses travaux sur la technique couche par couche (layer by layer). Il a été également récipiendaire du prix du GFP en 1999.
Martin Brinkmann, directeur de recherche à l'ICS, a obtenu le prix 2010 GFP/SFP, attribué conjointement par le GFP et  la Société française de physique (SFP), pour ses travaux sur les polymères conjugués du type poly(3-alkylthiophènes)s et poly(dialkylfluorène)s utilisés dans l'électronique plastique.
Nicolas Giuseppone (2010), Jean-François Lutz (2010) et Wiebke Drenckhan (2012) ont été lauréats d'une bourse Starting Grant, attribuée par le Conseil européen de la recherche (European Research Council, ERC). Ces prix d'excellence, sont attribués sous forme de subventions de recherche à des chercheurs en début de carrière, déjà reconnus au niveau international.
Jean-François Lutz et Nicolas Giuseppone ont été lauréats de la médaille d'argent du CNRS respectivement en 2018 et 2024,.

## Conférences
Depuis 2012, les "conférences de l'institut Charles Sadron" ont été créées à l'initiative de Jean-Michel Guenet, précédent directeur de l'institut. La première édition de ces conférences s'est tenue en novembre 2012 au Conseil de l'Europe à Strasbourg et a regroupé 26 conférenciers incluant un lauréat du Prix Nobel de chimie (Prof. Jean-Marie Lehn) ainsi que des lauréats des ERC Starting et Advanced Grants.
- 22-24 novembre 2012, Conseil de l'Europe, Strasbourg : ERC Grantees Conference: Frontier Research in Chemistry

## Publications marquantes
- J.-F. Lutz, M. Ouchi, D. R. Liu, M. Sawamoto, Science, vol. 341, 2013, p. 1238149.
- N. Giuseppone et J.-F. Lutz, Nature, vol. 473, 2011, p. 40-41.
- L. Tauk, A. Schröder, G. Decher et N. Giuseppone, Nature Chemistry, vol. 1, 2009, p. 649-656.
- D. Mertz, C. Vogt, J. Hemmerle, J. Mutterer, V. Ball, J.-C. Voegel, P. Schaaf et P. Lavalle, Nature Materials, vol. 8, 2009, p. 731-735.
- J.-M. Guenet, Polymer-solvent Molecular Compounds, Elsevier, 2008.
- G. Decher, Science, vol. 277, 1997, p. 1232-1237.
- J.-F. Joanny, Science, vol. 275, 1997, p. 1751-1752.
- A. Thess, R. Lee, P. Nikolaev, H. Dai, P. Petit, J. Robert, C. Xu, Y. H. Lee, S. G. Kim, D. T. Colbert, G. Seuseria, D. Tomanek, J. E. Fisher et R. E Smalley, Science, vol. 273, 1996, p. 483-487.
- D. Danino, Y. Talmon, H. Levy, G. Beinert et R. Zana, Science, vol. 269, 1995, p. 1420-1421.
- G. Widawski, M. Rawiso et B. François, Nature, vol. 369, 1994, p. 387-389.
- J.-S. Higgins et H. Benoît, Polymer and neutron Scatterings, Oxford, Clarendon Press, 1994.
- J.-M. Guenet, Thermoreversible Gelation of Polymers and Biopolymers, Academic Press, 1992.
- J.-C. Wittmann et P. Smith, Nature, vol. 352, 1991, p. 414-417.